# Willi Langrock

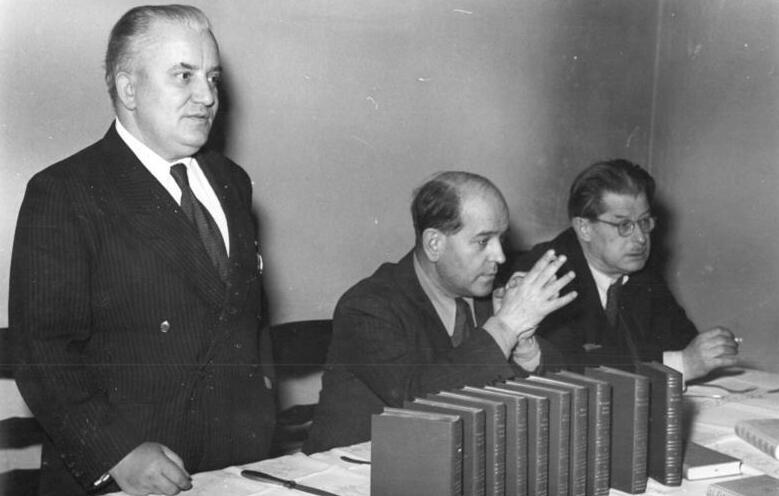
Willi Langrock (rechts) im Jahr 1951

Willi Karl Langrock (auch Willy Langrock; * 13. November 1889 in Leipzig; † 18. September 1962 in Berlin) war ein deutscher Politiker (KPD/SED) und Mitarbeiter der Kommunistischen Internationale (Komintern).

## Leben
Langrock, Sohn eines Zigarrenmachers, besuchte die Volksschule und absolvierte von 1904 bis 1908 eine Lehre zum Schriftsetzer. Anschließend arbeitete er in verschiedenen Druckereien, ab 1912 in der Druckerei der „Leipziger Volkszeitung“. 1906 trat er der Sozialdemokratischen Partei Deutschlands (SPD) bei, ab 1915 gehörte er zur Gruppe Internationale. Von 1915 bis 1917 war er Bezirksvorsitzender der Freien Sozialistischen Jugend in Leipzig. Am 23./24. April nahm er an der illegalen Konferenz oppositioneller sozialistischer Jugendgruppen in Jena teil. 1917 trat er zur Unabhängigen Sozialdemokratischen Partei Deutschlands (USPD) über.
Während seines Kriegsdienstes im Ersten Weltkrieg wurde er verhaftet und 1916 wegen „Vorbereitung zum Hoch- und Landesverrat“ zu sechs Monate Gefängnis verurteilt. Langrock hatte Antikriegspropaganda betrieben und Flugblätter verteilt. 1917 wurde er zum Landsturm eingezogen, im September 1918 desertierte er aus der Armee. Während der Novemberrevolution 1918 gehörte er dem Leipziger Arbeiter- und Soldatenrat an. Langrock war Anfang 1919 Mitbegründer der Kommunistischen Partei Deutschlands (KPD) in Leipzig und bis 1922 Politischer Sekretär der KPD für den Bezirk Mitteldeutschland mit Sitz in Leipzig. Auf dem III. Parteitag im Februar 1920 in Karlsruhe wurde er als Kandidat in die Zentrale der KPD gewählt, der er bis Januar 1923 angehörte. Von Dezember 1920 bis zum September 1922 war Langrock Abgeordneter des Sächsischen Landtages (1. Wahlperiode). Von 1923 bis 1925 leitete er die Druckerei und den Verlag der KPD in Leipzig, von 1925 bis 1929 das gesamte KPD-Druckerei- und Verlagswesen (Papiererzeugungs- und Verwertungs-AG, Peuvag). Auf diesem Gebiet war er auch Beauftragter der Internationalen Kontrollkommission des EKKI für Europa.
Nach der „Machtergreifung“ der Nationalsozialisten baute er von März bis Juli 1933 illegale kommunistische Druckunternehmungen und Verlagsstutzpunkte auf und reiste dann bis 1937 im Auftrag der Komintern als Finanz- und Verlagsfachmann durch verschiedene europäischer Länder. Er war damit beauftragt, das Vermögen der KPD in die Schweiz zu transferieren. Zu diesem Zweck gründete er die Imprimmob AG in Basel und den Verlag Diligentia in Birsfelden. Er nutzte das Pseudonym „Kurz“ und gab an, Geschäftsmann zu sein und in Straßburg zu wohnen. Am 21. Februar 1935 wurde er zusammen mit seiner Mitarbeiterin und Lebensgefährtin  Martha Scholz (* 1907) in der Schweiz verhaftet und als „Finanzagent der Komintern“ ausgewiesen, 1936 wurde er in Frankreich wegen Spionage angeklagt. Zudem war er zeitweise in Österreich inhaftiert. 1937 wurde er in Moskau von Herbert Wehner denunziert. Wehner brachte ihn in Verbindung mit Gestapoagenten. 1938/39 war Langrock Instrukteur beim ZK der Kommunistischen Partei der Tschechoslowakei. Von 1939 bis 1941 hielt er sich in Norwegen auf, unter anderem im Heim der Nansen-Hilfe bei Oslo. Danach floh er nach Schweden. Dort war er drei Monate interniert. Von 1941 bis 1946 arbeitete er als Schriftsetzer in Falköping und fungierte als Leiter der KPD-Gruppe in Stockholm.
Im Juni 1946 kehrte er nach Deutschland zurück und war von 1946 bis 1949 Leiter der Abteilung Verwaltung der Parteibetriebe im Zentralsekretariat der Sozialistischen Einheitspartei Deutschlands (SED). Er war maßgeblich mit der Sicherung des früheren Parteivermögens der KPD befasst. Zugleich wirkte er auch als Geschäftsführer und Leiter verschiedener Verlage, wie etwa des Deutschen Frauenverlags, des Verlags Bildende Kunst, ab 1947 des Verlags Volk und Welt sowie des Universal-Verlags Leipzig. Anfang August 1949 wurde er zum Leiter der Hauptabteilung Druck und Papierverarbeitung bei der Hauptverwaltung Leichtindustrie der Deutschen Wirtschaftskommission ernannt, ab Oktober 1949 leitete er die Abteilung Druck und Papierverarbeitung bei der Hauptabteilung Leichtindustrie des Ministeriums für Industrie. Zwischen März und Juni 1951 musste er aufgrund eines Herzmuskelrisses im Regierungskrankenhaus behandelt werden. Von 1950 bis zu seinem Eintritt in den Ruhestand 1954 war Langrock Leiter der Hauptverwaltung Polygraphische Industrie im Ministerium für Leichtindustrie.

## Schriften (Auswahl)
- (zusammen mit Erich Schumann und Artur Heimburger): Die Anfänge der sozialistischen Jugendbewegung in Leipzig. In: Leipziger Volkszeitung, 12. und 19. September sowie 1. und 17. Oktober 1957.
- (zusammen mit Erich Schumann und Artur Heimburger): Die Resolution der Jugendkonferenz 1916 in Jena. Ein wichtiges Dokument aus dem illegalen Kampf der sozialistischen Arbeiterjugend während des Ersten Weltkrieges. In: Zeitschrift für Geschichtswissenschaft, 6 (1958), S. 817–821.
- Der Spartakusbund war die treibende Kraft. In: Vorwärts und nicht vergessen. Erlebnisberichte aktiver Teilnehmer der Novemberrevolution 1918/1919. 2. Auflage. Dietz, Berlin 1960, S. 405–416.
- (zusammen mit Helmut Arndt und Gerhard Seifert): Arbeitereinheit zerschlug Kapp-Putsch. Abteilung Propaganda der Bezirksleitung Leipzig der Sozialistischen Einheitspartei Deutschlands, Leipzig o. J. [1960].

## Auszeichnungen
- Vaterländischer Verdienstorden in Bronze (1954) und in Silber (1959)
- Karl-Marx-Orden (1959)